# Соратник (премия)

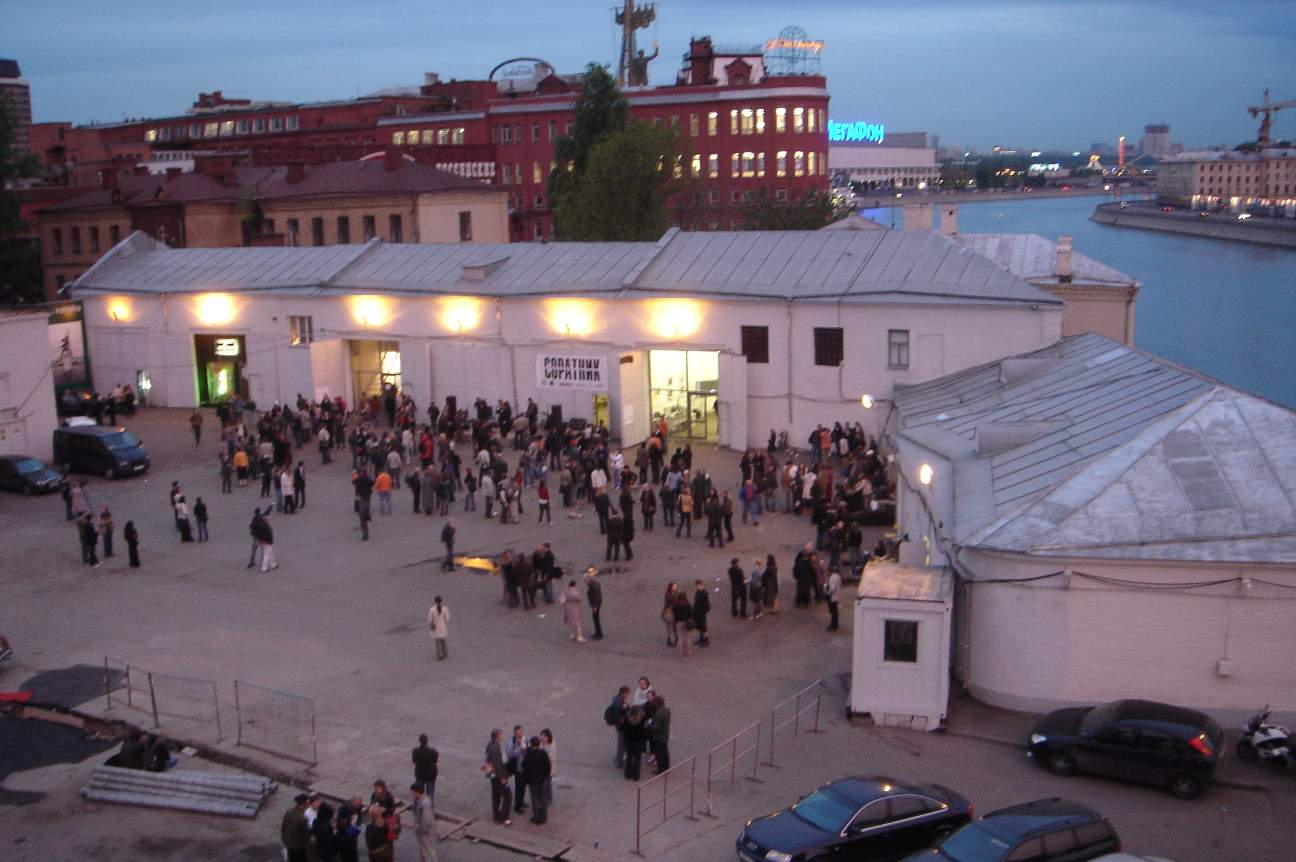
Вручение премии «Соратник» на АРТСтрелке 19 мая 2006 года

Премия «Соратник» — российская ежегодная профессиональная премия в области современного искусства. Вручалась в 2006–2012 годах.

## История
Премию «Соратник» учредили куратор Ольга Лопухова и художник Антон Литвин в 2006 году (после смерти Лопуховой с 2009 года её место заняла её дочь, музейный работник Вера Ройтер). Особенность премии состояла в том, что номинировали на неё сами художники, и из их же голосов складывался итог: кураторы премии определяли 101 художника, наиболее активно участвовавшего в течение года в выставочной и иной художественной деятельности, и предлагали каждому назвать трёх коллег, чья текущая работа для них наиболее важна. Кроме того, с 2010 года была введена дополнительная номинация Long Play, в которой суммировались голоса, полученные художником на протяжении всех ранее состоявшихся сезонов. Материальное содержание премии составляло 101 доллар.
Я для себя формулирую премию «Соратник» не как художественный проект, и не как бизнес-проект, а именно как социальный проект. Интересно сравнивать итоги разных лет. Премия «Соратник» единственная, где открыты результаты. Мне казалось это принципиально важным, потому что только это и помогает понять, кто, собственно, выводит человека из номинантов в лауреаты. Не для того, чтобы он потом их благодарил, а потому, что это помогает выявить доминирующую эстетику и этику этого периода,
— подчёркивал Антон Литвин. Искусствовед Фаина Балаховская также полагала, что «премия предлагала бесценный социологический материал, ежегодно обновлявшийся и наводивший на некоторые мысли о сообществе, которое никоим образом не оформлено».
По мнению художественного обозревателя газеты «Коммерсантъ» Анны Толстовой, премия «Соратник» «самая бедная, потому что безденежная, и самая дорогая, потому что даётся по гамбургскому счёту — лауреатов выбирают исключительно художники». Как наименее скандальную и наиболее достойную премию в области российского современного искусства оценил премию «Соратник» художник Вадим Захаров. Премию также называли самой нонконформистской, самой независимой и честной, самой демократичной. «Именно скромный „Соратник“ отлично выполняет роль компаса, указывающего на новые интересные имена», — отмечала в 2009 году «Российская газета».
В 2014 году организаторы премии объявили о её закрытии, объяснив это как снижением интересной активности в современном российском искусстве, так и радикальной политизацией культурной жизни в стране.

## Лауреаты премии

### 2006 год[11]
- Ирина Корина
- «Синие носы»
- Вадим Захаров
- Сергей Шеховцов

### 2007 год[12]
- Эрик Булатов
- Владимир Дубосарский и Александр Виноградов
- Юрий Аввакумов

### 2008 год[12]
- Борис Орлов
- Илья Трушевский
- Андрей Монастырский
- Сергей Братков

### 2009 год[13]
- Ирина Корина
- Андрей Кузькин
- Хаим Сокол

### 2010 год[14]
- Александр Бродский
- Арсений Жиляев
- Андрей Кузькин / Дмитрий Гутов
- Лауреат специальной номинации «Long Play» — Юрий Альберт

Организатор церемонии награждения, проходившей на «Винзаводе», куратор Николай Палажченко, от имени «Винзавода» вручил также специальный приз «Моральная поддержка» — деятелям современного искусства, находящимся под судом и следствием: Артёму Лоскутову, Яну Пищикову, Илье Трушевскому и Андрею Ерофееву.

### 2011 год[16]
- Андрей Кузькин
- Андрей Монастырский
- Анастасия Рябова
- Лауреат специальной номинации «Long Play» — Анатолий Осмоловский

Церемония вручения премии «Соратник» лауреату сезона 2010—2011 Андрею Монастырскому прошла 2 июня 2012 года на Чистых прудах, на территории «Оккупайабая».

### 2012 год[2]
- Pussy Riot
- Ирина Корина
- ЕлиКука (Олег Елисеев и Евгений Куковеров) / Арсений Жиляев
- Лауреат специальной номинации «Long Play» — Гарик Асса (посмертно)[6]

Церемония вручения премии «Соратник» лауреатам сезона по итогам сезона 2011—2012 состоялась 21 октября 2012 года в клубе «Мастерская». В рамках церемонии были прочитаны доклады художников Н. Алексеева «Подождем сто лет», Д. Врубеля «Вперёд в андеграунд!», Ю. Шабельникова «Художественная гражданская война», А. Николаева «У современного искусства определились социальные функции», Д. Мачулиной «Все будет хорошо».